# Nomada henningeri
Nomada henningeri är en biart som beskrevs av Evans 1972. Nomada henningeri ingår i släktet gökbin, och familjen långtungebin. Inga underarter finns listade i Catalogue of Life.